# Манькин, Иван Павлович

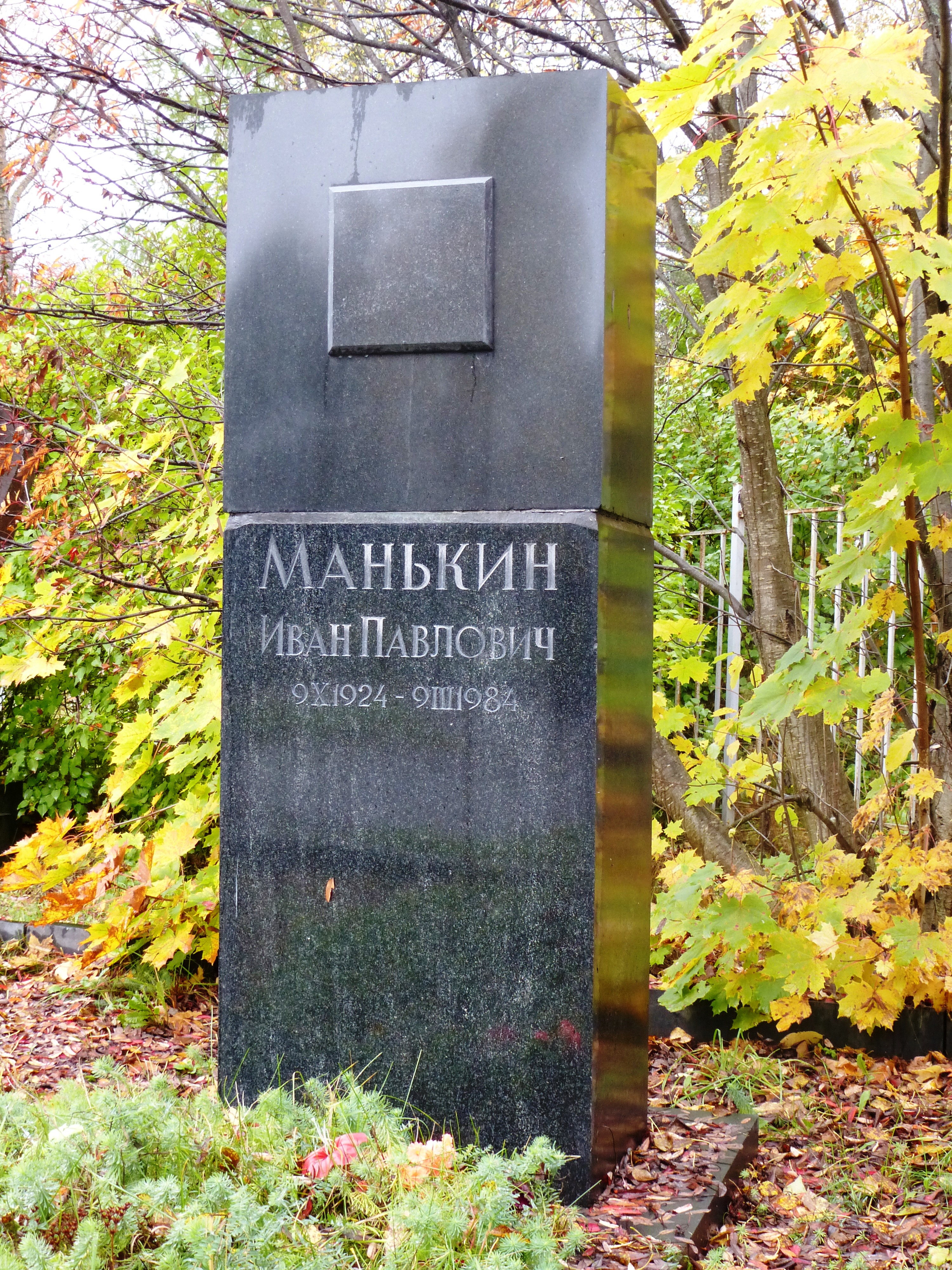
Памятник И. П. Манькину на Сулажгорском кладбище.

Ива́н Па́влович Ма́нькин (1924—1984) — советский партийный и государственный деятель, Председатель Президиума Верховного Совета Карельской АССР.

## Биография
Родился в крестьянской семье, вепс. В 1941 году окончил школу.
С началом Великой Отечественной войны семья была эвакуирована в Частинский район Молотовской области, где работал заведующим избой-читальней, учётчиком в тракторной бригаде. Отец — Павел Спиридонович Манькин (1902—1942) воевал в партизанском отряде, погиб при выполнении боевого задания по разведке гарнизонов в тылу противника на территории Шелтозерского района Карело-Финской ССР.
В 1942—1943 годах — курсант полковой школы в Нижнем Тагиле, в 1943 году демобилизован.
В 1944—1947 годах, после возвращения из эвакуации, работал заведующим отделом Шелтозерского районного исполкома, заведующим Шелтозерской районной библиотекой.
В 1947—1948 годах — второй секретарь Шелтозерского райкома ВЛКСМ. В августе 1947 года принят в члены ВКП(б).
В 1948—1950 годах обучался в партийной школе при ЦК КП(б) КФССР.
В 1950—1952 годах — первый секретарь Шелтозерского райкома ВЛКСМ, в 1952—1953 годах — первый секретарь Сегежского окружкома ВЛКСМ.
В 1953—1955 годах работал председателем построечного комитета треста «Маткажпромстрой» в Сегежском районе.
С 1955 по 1961 год — секретарь Сегежского районного комитета КПСС.
С 1961 по 1964 год — 1-й секретарь Прионежского райкома КПСС, председатель Прионежского сельского районного исполкома.
В 1966 году окончил Сортавальский совхоз-техникум и Высшую партийную школу при ЦК КПСС, в 1966—1967 годах работал инструктором Карельского обкома КПСС.
С 1967 по 1971 год — первый секретарь Питкярантского райкома КПСС.
С 1971 по 1979 год — заместитель, первый заместитель Председателя Совета министров Карельской АССР.
В 1979—1984 годах — Председатель Президиума Верховного Совета Карельской АССР.
Избирался депутатом Верховного Совета Карельской АССР VI—X созывов, Верховного Совета РСФСР X созыва.
Скоропостижно скончался 9 марта 1984 года в Петрозаводске. Похоронен на Сулажгорском кладбище.